# Dorothea Binz
Dorothea Binz   (Templin, 16 de març de 1920 - Hamelín, 2 de maig de 1947) va ser una oficial i supervisora alemanya nazi al camp de concentració de Ravensbrück durant l'Holocaust. Va ser executada per crims de guerra el 2 de maig de 1947.

## Joventut
Nascuda en una família alemanya de classe mitjana baixa a Försterei Dusterlake, Brandenburg (Alemanya), Binz va assistir a l'escola fins als 15 anys d'edat.

## Atrocitats al camp de concentració de Ravensbrück
Es va oferir voluntària per treballar a la cuina al camp de concentració de Ravensbrück l'agost de 1939, i el mes següent se li va donar un lloc d'Aufseherin (supervisora).
Binz va exercir com a Aufseherin sota la direcció de les Oberaufseherin Emma Zimmer, Johanna Langefeld, Maria Mandl i Anna Klein. Tot i que treballava sota guàrdies de rang superior, Binz era coneguda com «la veritable estrella del camp», i la «cap de la guàrdia va ser completament eclipsada per la seva adjunta».
Va treballar en diverses parts del camp, incloent la cuina i la bugaderia. Més tard, es diu que va supervisar el búnquer on les presoneres eren torturades i assassinades. Va començar com a directora adjunta del seu bloc penal el setembre de 1940, i es va convertir en directora del bloc de cel·les l'estiu de 1942. Binz va ser promoguda extraoficialment a Stellvertretende Oberaufseherin (Guardiana en cap adjunt) el juliol de 1943; la promoció es va fer oficial el febrer de 1944.
El seu abús es va descriure més tard com «inflexible». Era coneguda per «vigilar les presoneres més febles o temeroses, a les quals després les dutxava amb fuetejades o cops».
Com a membre de l'estat major de comandament entre 1943 i 1945, va dirigir la formació i va assignar tasques a més de 100 guàrdies femenines alhora. Binz hauria entrenat algunes de les dones guàrdies més cruels del sistema, inclosa Ruth Closius.
A Ravensbrück, es diu que la jove Binz va colpejar, va donar puntades de peu, disparar, fuetejar, trepitjar i maltractar les presoneres contínuament. Els testimonis van declarar que quan va aparèixer a l'Appellplatz, «va caure el silenci». Segons els informes, portava un fuet a la mà, juntament amb un pastor alemany lligat, i, en un moment, matava les presoneres o les seleccionava per matar-les. Segons sembla, tenia un xicot al campament, un oficial de les SS, Edmund Bräuning. Segons els informes, la parella va fer passejades romàntiques pel camp per veure les presoneres fuetejades, i després s'allunyaven rient. Van viure junts en una casa fora dels murs del camp fins a finals de 1944, quan Bräuning va ser traslladat al camp de concentració de Buchenwald.

## Captura, judici i execució
Binz va fugir de Ravensbrück durant la marxa de la mort, però va ser capturada el 3 de maig de 1945 pels britànics a Hamburg, i empresonada al camp de Recklinghausen (abans un subcamp de Buchenwald). Va ser jutjada per crims de guerra amb un altre personal de les SS per un tribunal britànic en els judicis de Ravensbrück el 1947. Binz va ser declarada culpable i condemnada a mort. Hores després que es confirmés la seva condemna a mort l'abril de 1947, Binz va intentar suïcidar-se tallant-se els canells. No obstant això, els funcionaris van intervenir abans que pogués morir dessagnada.

Dorothea Binz durant la lectura de la seva sentència, 1947

Binz va ser penjada posteriorment a la presó de Hamelin pel botxí britànic Albert Pierrepoint el 2 de maig de 1947.